# 美军慰安妇 (日本)

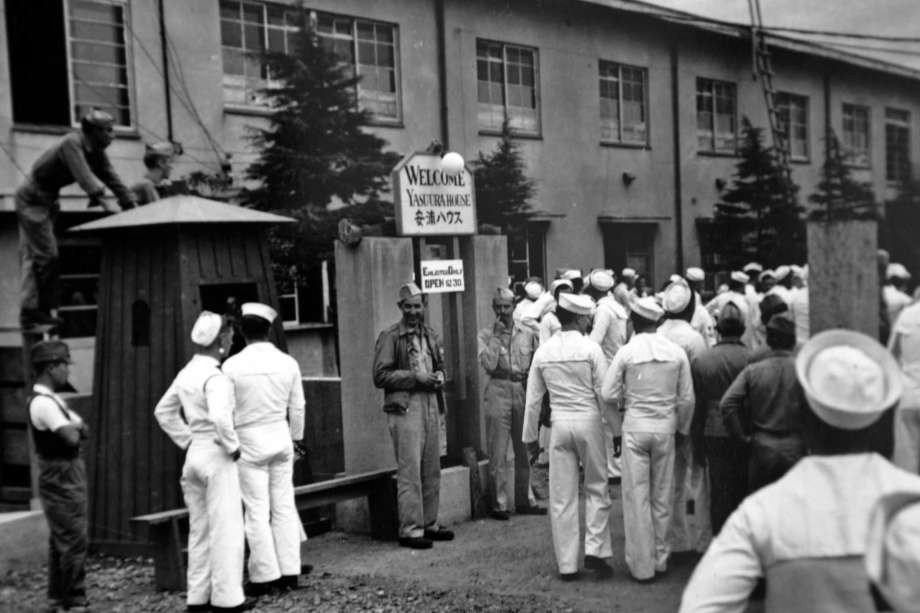
美国士兵聚集在安浦大厦

日本美军慰安妇指为驻日美军提供性服务的日本女性。日本在第二次世界大战投降后，美军进驻日本。据美联社报道，被解密的二战文件显示，因担心日本女性会遭到美军凌辱，日本内务省于1945年8月18日下令在日本全国建立慰安所体系，招募日本女性为美军提供性服务，以保全日本大多数女性不会被骚扰。1946年3月，驻日美军司令麦克阿瑟将军下令日本关闭了所有的慰安所。
美军慰安所被关闭后，很多日本美军慰安妇转入红灯区私营妓院继续从事为美军提供色情服务的工作，被美军称为“潘潘”。有些美军慰安妇被包养，称为“安丽”。但美军回国后，“安丽”和她们与美军生的孩子往往遭到抛弃。美军与日本慰安妇生下的孩子在日本被称为“GI婴儿”(那些慰安婦多是部落民出身)。

## 历史
1945年8月，日本在太平洋战争败北，于8月15日宣布无条件投降。此后，35万美军进驻日本各地。美军进驻日本初期，美军占领日本期间强奸事件频发。二战期间，仅日本冲绳县就有10,000当地日本女性被联合国军强奸。日本上下处在对占领军强奸日本女性的恐惧之中。根据位于东京东北部茨城县警察署的解密历史档案记载，日本内务省在1945年8月18日下达命令让日本各地警察署建立为美国占领军提供性服务的慰安所，以“保护其他妇女和幼女免受凌辱”。茨城县将大量单身警察宿舍改建成美军慰安所。

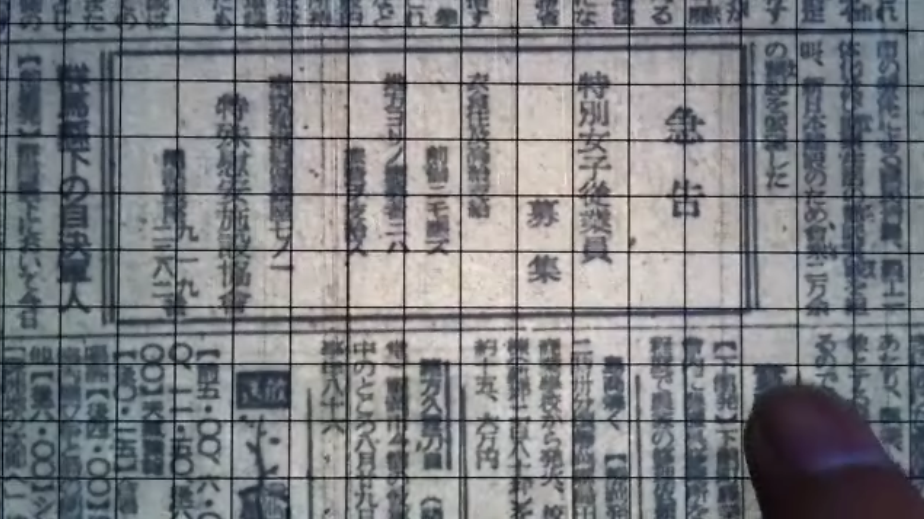
“特殊慰安设施协会”的招募广告

为招募在慰安所提供性服务的女性，由日本政府支持，东京警视厅参与成立的“特殊慰安设施协会”（RAA）在日本各大报刊登出“作新女性——涉外俱乐部招聘女性事务员，包吃住服装，高收入，限18至25岁女性”的广告。“特殊慰安设施协会”招募的美军慰安女人数最多时达到7万。“小町园慰安所”原本是日本政府定于9月8日最早开业的美军慰安所。但在开业的10天前，所有的慰安女即被荷枪实弹闻讯而来的美军强奸。当天正是特殊慰安设施协会在日本天皇皇宫大门外举行成立仪式的日子。9月20日，由茨城县警察署单身宿舍改造而成，配置20名慰安女的美军慰安所正式对驻日美军开放。日本政府为慰安女免费提供生活用品和“冲锋一号”避孕套。在美军慰安所工作的女性被称为“特别挺身队员”。美军只需支付15日元（半包香烟的价钱）即可得到慰安所的性服务。
由于美国士兵不喜欢带避孕套，日本美军慰安所建立后，性病在驻日美军中开始蔓延。美军和慰安女得性病的比例超过了90%。美军慰安所的建立同时也遭到美国随军牧师和美国国内的反对。人权领袖罗斯福夫人与驻日美军司令麦克阿瑟就此事进行了严正交涉。1946年3月25日，麦克阿瑟迫于压力关闭了所有日本美军慰安所。美军慰安所被关闭后，很多慰安女继续从事为美军提供色情服务的工作，被美军称为“潘潘”。有些美军慰安女被包养，称为“安丽”。但美军回国后，“安丽”和她们与美军生的孩子往往遭到抛弃。美军与日本慰安妇生下的孩子在日本被称为“GI婴儿”。

## 争议
日本为美国占领军提供性服务沿用了其在二战期间性剥削亚洲女性的美化词汇“慰安妇”，以及“慰安设施”、“慰安所”等词汇。有学者认为日本在太平洋战场和战后日本本土推行的这两个政策有着很多的相似之处，都是制度性的性剥削:166:105。但也有观点认为得到日本政府资助的美军慰安妇在生活条件上要比二战期间亚洲的日军慰安妇好的多。有学者认为日军慰安和美军慰安妇的区别在于美军慰安妇是自愿非强迫的:22–23。不过也有学者指出，日本在招募美军慰安妇时也同样采取了和战争时期相似的威逼手段。另有学者认为美军慰安妇和日军慰安妇在招募和经营方面是相似的，只是存在是否有中间人上的差异。

## 影视作品
- 《人性的证明》（又译《人证》）：一位曾做过“安丽”的日本女设计师为隐瞒自己的过去而杀死亲生混血黑人儿子的故事
- 《肉体之门》